# سن-گابریل-دو-براندون، کبک
سَن-گابریِل-دو-براندون (به فرانسوی: Saint-Gabriel-de-Brandon) قصبه‌ای در منطقه شهری دوتره ناحیه لانودییر در استان کبک کانادا است. در سرشماری سال ۲۰۱۱ این قصبه ۲٬۴۸۲ نفر جمعیت داشته‌است و مساحت آن ۹۵٫۸۷ کیلومتر مربع است.